# Christie, Oklahoma
Christie är en ort i Adair County i delstaten Oklahoma, USA.